# Jan van Riebeeck
Johan Anthoniszoon „Jan” van Riebeeck (n. 21 aprilie 1619, Culemborg, Gelderland, Țările de Jos – d. 18 ianuarie 1677) a fost un navigator și un administrator colonial neerlandez, fondator al orașului Cape Town. 

## Biografie

Blazonul lui Jan van Riebeeck

### Tinerețea
Van Riebeeck s-a născut la Culemborg în Țările de Jos în familia unui chirurg. A crescut în Schiedam, unde s-a căsătorit cu Maria de la Quellerie de 19 ani, la 28 martie 1649. Cei doi au avut opt copii, dintre care majoritatea au murit în copilărie. Fiul lor Abraham van Riebeeck, născut la Cape Town, a devenit ulterior guvernator general al Indiilor Orientale Olandeze.

### Angajarea în VOC
S-a angajat în Compania Olandeză a Indiilor Orientale (VOC) în 1639, și a servit în mai multe posturi, inclusiv în cel de asistent chirurg în Batavia în Indiile Orientale. După aceea, a vizitat Japonia. Cel mai important post pe care l-a ocupat a fost cel de conducător al postului comercial al VOC de la Tonkin, Vietnam. El a fost, însă, rechemat din acest post după ce s-a descoperit că făcea comerț pe cont propriu. Apoi el a început să susțină construcția unei stații de înviorare/popas în Capul Bunei Speranțe, după ce a stat acolo 18 zile în timpul călătoriei sale de întoarcere. Doi ani mai târziu, sprijinul pentru idee a crescut după ce o navă VOC abandonată a reușit să supraviețuiască într-o fortăreață temporară. Heeren XVII a cerut un raport de la Leendert Jansz și Mathys Proot, care a recomandat o prezență olandeză.
În 1643, van Riebeeck a călătorit cu Jan van Elseracq la avanpostul VOC de la Dejima în Japonia. Șapte ani mai târziu, în 1650, el a propus să vândă Japoniei piei de animale sălbatice din Africa de Sud. 
În 1651 i s-a cerut să preia comanda primei așezări neerlandeze din viitoarea Africă de Sud. El a fost însoțit de 82 de bărbați și 8 femei, inclusiv de soția sa Maria. A debarcat cu trei corăbii, Drommedaris, Reijger și Goede Hoop, în locul viitorului oraș Cape Town la 6 aprilie 1652 și a întărit locul ca punct de oprire pe rutele comerciale ale VOC între Țările de Jos și Indiile Orientale. Flota includea inițial cinci nave, dar Walvisch și Oliphant au sosit ulterior, după ce a trebuit să facă 130 de înmormântări pe mare. Scopul principal al acestei stații a fost de a oferi provizii noi pentru flotele VOC între Republica Olandeză și Batavia, deoarece decesele pe drum erau foarte mari.

### Comandantul Coloniei Cape Town

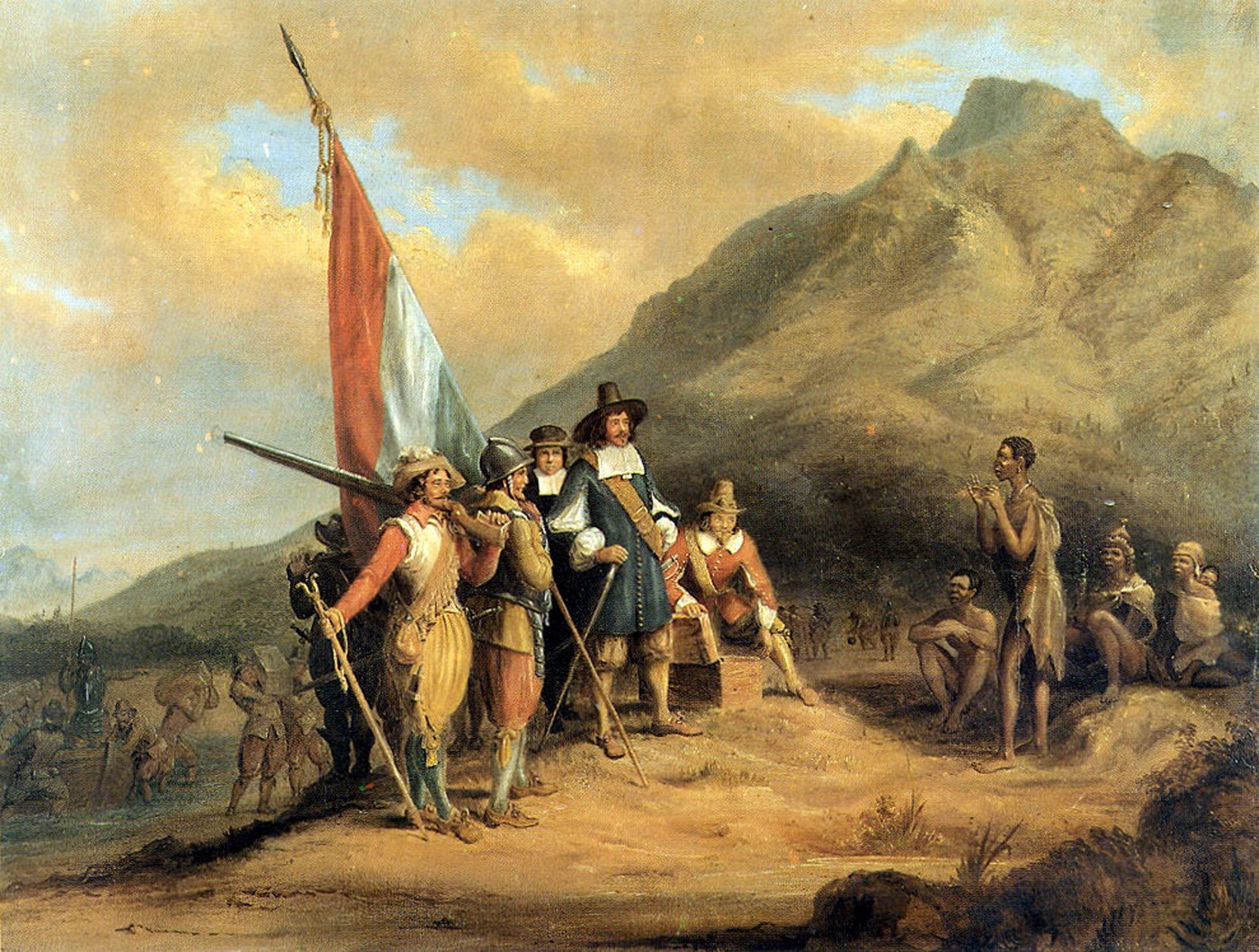
Sosirea lui Jan van Riebeeck la Cape Town, pictură de Charles Davidson Bell

Van Riebeeck a fost comandant al Capului între 1652 și 1662; i s-au trasat sarcinile de a construi o cetate, de a îmbunătăți zona de ancorare de la Table Bay, de a cultiva pomi fructiferi și legume și de a obține animale de la indigenii Khoi. În Grădina Botanică Națională Kirstenbosch din Cape Town încă mai există un migdal sălbatic plantat din ordinele lui. Primul fort, denumit Fort de Goede Hoop („Fortul Bunei Speranțe”) era o cetate de pământ, lut și lemn, și avea patru bastioane sau colțuri. Castelul, construit între 1666 și 1679, la câțiva ani după plecarea lui van Riebeeck, are cinci bastioane și este făcut din cărămidă, piatră și ciment.
Lui Van Riebeeck i s-a alăturat la Cape Town un coleg Culemborger Roelof de Man (1634-1663), care a sosit în ianuarie 1654 la bordul navei Naerden. Roelof a venit ca și contabil al coloniei și mai târziu a fost promovat pe locul secund. 
Van Riebeeck a relatat descoperirea primei comete văzute din Africa de Sud, C/1652 Y1, la 17 decembrie 1652.
În timpul petrecut la Cape Town, van Riebeeck a supravegheat un efort susținut și sistematic de a împământeni o gamă impresionantă de plante utile în condițiile noi din Peninsula Capului - în procesul de schimbare a mediului natural pentru totdeauna.  Unele dintre acestea, inclusiv strugurii, cerealele, alunele, cartofii, merele și citricele, au avut o influență importantă și de durată asupra societăților și economiilor din regiune. De exemplu, în 1659, el a înființat o vie în colonie pentru a produce vin roșu pentru a combate scorbutul.  Înregistrările zilnice din jurnal păstrate de-a lungul timpului petrecut la Cape Town (conform politicii VOC) au oferit baza pentru viitoarea explorare a mediului natural și a resurselor sale. Citirea atentă a jurnalelor sale indică faptul că o parte din cunoștințele sale au fost învățate de la popoarele indigene care locuiesc în regiune. 
A murit la Batavia (astăzi, Jakarta) pe insula Java în 1677.

## Moștenirea în Africa de Sud
Jan van Riebeeck are o imensă semnificație culturală și istorică pentru Africa de Sud, așa cum a fost în special în perioada apartheidului. Mulți afrikaneri îl consideră părintele fondator al națiunii lor.  În consecință, imaginea sa a apărut omniprezent pe ștampile și bancnotele emise până în 1994. O imagine folosită pe bancnotele după ce Africa de Sud a devenit republică în 1961 se credea a fi cea a lui van Riebeeck, dar a fost în schimb a lui Bartholomeus Vermuyden.   
Ziua de 6 aprilie era cunoscută ca Ziua lui van Riebeeck și mai târziu ca Ziua Fondatorilor, dar sărbătoarea a fost abolită de guvernul Congresului Național African după alegerile din 1994. Imaginea lui nu mai apare pe nicio monedă oficială sau timbre, dar statuile lui și ale soției sale rămân în Adderley Street, Cape Town. Stema orașului Cape Town se bazează pe stema familiei van Riebeeck. 
Multe orașe și sate din Africa de Sud au străzi care poartă numele lui. Riebeek-Kasteel este unul dintre cele mai vechi orașe din Africa de Sud, situat la 75 km de Cape Town în Valea Riebeek împreună cu orașul înfrățit Riebeek West. 
Hoërskool Jan van Riebeeck este un liceu african din Cape Town care îi poartă numele. 